# Kenji Ōgiya
Kenji Ōgiya (扇谷 健司, Ōgiya Kenji), né le 3 janvier 1971 à Chigasaki, dans la Préfecture de Kanagawa, est un arbitre japonais de football. Il officie en J-League et en Ekstraklasa. Il est arbitre international depuis 2007.

## Carrière
Il a officié dans des compétitions majeures : 
- Kirin Cup 2007 (1 match)
- Tournoi de Toulon 2008
- Coupe d'Asie de l'Est de football 2008
- Coupe d'Asie des nations de football des moins de 16 ans 2010 (3 matchs)